# Назарян, Арташес Татевосович
Арташес Татевосович Назарян (род. 30 октября 1911, Тифлис) — советский борец вольного и классического стилей, чемпион и призёр чемпионатов СССР, Заслуженный мастер спорта СССР (1948), Заслуженный тренер СССР (1957).

## Биография
Участвовал в 17 чемпионатах страны. Судья всесоюзной категории (1952). Был первым заведующим кафедрой борьбы, тяжёлой атлетики и бокса Армянского ГИФКа.
За время своей тренерской деятельности Назаряном были подготовлены более ста мастеров спорта СССР, десять чемпионов и призёров чемпионатов СССР, один Заслуженный мастер спорта. Десять его учеников стали Заслуженными тренерами Армении и СССР.
В советское время в Армении проводился всесоюзный турнир памяти Арташеса Назаряна.

## Спортивные результаты
- Чемпионат СССР по классической борьбе 1935 года — ;
- Чемпионат СССР по классической борьбе 1937 года — ;
- Чемпионат СССР по классической борьбе 1945 года — ;
- Чемпионат СССР по вольной борьбе 1945 года — ;
- Чемпионат СССР по вольной борьбе 1946 года — ;
- Чемпионат СССР по вольной борьбе 1947 года — ;

## Известные воспитанники
- Мушегян, Норайр Тагворович (1935—2011) — советский борец вольного стиля, тренер, двукратный чемпион СССР, обладатель Кубка мира, призёр чемпионата мира, Заслуженный мастер спорта СССР.
- Варданян, Рубен Вараздатович (1929—1996) — советский борец греко-римского (классического) стиля, чемпион СССР.